# Ferganemys
Ferganemys — викопний рід черепах родини Adocidae підряду прихованошийні черепахи. Існував у середній крейді (113-93 млн років тому). Викопні рештки виявлені в Узбекистані.

## Види
- Ferganemys itemirensis Nesov 1981
- Ferganemys verzilini Nesov & Khozatskii 1977